# Rodolphe Mercier
Rodolphe Mercier (* 20. April 1799 in Daillens; † 20. November 1860 ebenda; heimatberechtigt ebenda und in Penthéréaz) war ein Waadtländer Grossrat und Politiker.

## Leben und Werk
Rodolphe Mercier war der Sohn des Gemeindepräsidenten und Milizleutnants Jean Pierre Mercier. Er wurde Notar und war von 1831 bis 1840 als Rechtsagent für Schulden und Konkurse von Cossonay tätig. Mercier heiratete Jeannette, Tochter des Friedensrichters Louis Ropraz von Poliez-le-Grand.
Mercier war von 1837 bis 1844 linksradikaler Waadtländer Grossrat. Wiederholt reichte er, als Gegner eines Steuersystems, das die Liberalen begünstigte, Motionen zur Besteuerung von Schuldforderungen ein. Mercier schlug dem Grossrat vor, Pfarrern, die ausserhalb der Landeskirche tätig waren, das Gehalt zu entziehen. Er stand einem Projekt eines Handelskodexes, das der Liberale Jacob Evert van Muyden bis 1840 ausgearbeitet hatte, positiv gegenüber. Wegen der Nachteile für Landwirte und das Kleingewerbe lehnte der Grossrat dieses Projekt ab.
Der provisorischen radikalen Regierung vom 14. Februar 1845 gehörte Mercier an, eine Wahl in den Staatsrat lehnte er im August ab. Von 1839 bis 1846 und von 1847 bis zu seinem Tod wirkte er als Präfekt des Bezirks Cossonay.

## Belege
1. 1 2 3  Gilbert Marion: Jean-Jacques Mercier. In: Historisches Lexikon der Schweiz.  14. August 2007.

| Personendaten    | Personendaten                |
| ---------------- | ---------------------------- |
| NAME             | Mercier, Rodolphe            |
| KURZBESCHREIBUNG | Schweizer Notar und Grossrat |
| GEBURTSDATUM     | 20. April 1799               |
| GEBURTSORT       | Daillens, Schweiz            |
| STERBEDATUM      | 20. November 1860            |
| STERBEORT        | Daillens, Schweiz            |